# Lomatia jansei
Lomatia jansei är en tvåvingeart som beskrevs av Hesse 1956. Lomatia jansei ingår i släktet Lomatia och familjen svävflugor.
Artens utbredningsområde är Zimbabwe. Inga underarter finns listade i Catalogue of Life.